# Inter Miami CF II
L'Inter Miami CF II, conosciuto precedentemente col nome di Fort Lauderdale CF, è un club calcistico professionistico statunitense con base a Fort Lauderdale, in Florida.
È la squadra riserve dell'omonima franchigia MLS e disputa le proprie partite interne presso l'Inter Miami CF Stadium, impianto da 18.000 posti a sedere. Attualmente partecipa alla MLS Next Pro, campionato di terza divisione della piramide calcistica americana.

## Storia
Il 9 ottobre 2019, la franchigia di Major League Soccer dell'Inter Miami ha annunciato che avrebbe schierato la propria seconda squadra nella USL League One, terza divisione del campionato americano, a partire dalla stagione 2020. Pochi mesi dopo, il primo febbraio del 2020, è stato annunciato sia il nome del club, Fort Lauderdale CF, che l'impianto in cui avrebbe giocato le proprie partite casalinghe, l'Inter Miami CF Stadium di Fort Lauderdale. Il club disputò la sua prima sfida ufficiale il 18 luglio 2020, in una sconfitta interna per 0-2 contro il Greenville Triumph. Il 6 dicembre 2021 la società rivelò il suo passaggio alla neonata lega di terza divisione MLS Next Pro a partire dalla stagione 2022. Successivamente fu annunciato anche il cambio di nome in Inter Miami II.